# Vindula ada
Vindula ada är en fjärilsart som beskrevs av Butler 1873. Vindula ada ingår i släktet Vindula och familjen praktfjärilar. Inga underarter finns listade i Catalogue of Life.